# Бостад
Бостад (на шведски: Båstad) е град в южна Швеция, лен Сконе. Главен административен център на едноименната община Бостад. Разположен е на северния бряг на пролива Йоресун. Намира се на около 460 km на югозапад от столицата Стокхолм и на около 40 km на север от Хелсингбори. Получава статут на град през 1858 г. Има жп гара и малко пристанище. Населението на града е 4961 жители според данни от преброяването през 2010 г.

## Личности
В Бостад живее шведският тенисист Андерш Йерюд.